# Room for Squares
Albums de John Mayer
Inside Wants Out
(1999) Any Given Thursday
(2003)
Room For Squares est le premier album studio de l'auteur-compositeur-interprète américain John Mayer et son premier vendu dans le commerce dès 18 septembre 2001.

## Liste des chansons
Toutes les chansons sont écrites et composées par John Mayer, sauf indication contraire.
| No  | Titre                     | Auteur                | Durée |
| --- | ------------------------- | --------------------- | ----- |
| 1.  | No Such Thing             | John Mayer, Clay Cook | 3:51  |
| 2.  | Why Georgia               |                       | 4:28  |
| 3.  | My Stupid Mouth           |                       | 3:45  |
| 4.  | Your Body Is a Wonderland |                       | 4:09  |
| 5.  | Neon                      | John Mayer, Clay Cook | 4:22  |
| 6.  | City Love                 |                       | 4:00  |
| 7.  | 83                        |                       | 4:51  |
| 8.  | 3 X 5                     |                       | 3:02  |
| 9.  | Love Song for No One      | John Mayer, Clay Cook | 3:21  |
| 10. | Back to You               |                       | 4:01  |
| 11. | Great Indoors             |                       | 3:36  |
| 12. | Not Myself                |                       | 3:36  |
| 13. | St. Patrick's Day         |                       | 5:21  |